# Ceratonereis japonica
Ceratonereis japonica är en ringmaskart som beskrevs av Imajima 1972. Ceratonereis japonica ingår i släktet Ceratonereis och familjen Nereididae. Inga underarter finns listade i Catalogue of Life.